# Verband der Tapezierer und verwandter Berufsgenossen Deutschlands
Der Verband der Tapezierer und verwandter Berufsgenossen Deutschlands wurde 1897 gegründet. Die freie Gewerkschaft organisierte Tapezierer im Deutschen Kaiserreich in der Weimarer Republik.

## Geschichte
Die Gewerkschaft wurde im August 1897 auf einem Kongress der Tapezierer in Leipzig durch Vereinigung verschiedener Tapeziererorganisationen gegründet. Neuer Name war Verband der Tapezierer und Verwandter Berufsgenossen Deutschlands. Sitz des Verbands war Hamburg.
Der Verband war Mitglied in der Generalkommission der Gewerkschaften Deutschlands und 1919 Gründungsmitglied beim Nachfolger Allgemeiner Deutscher Gewerkschaftsbund.
Im April 1920 fusionierte die Gewerkschaft mit dem Verband der Sattler und Portefeuiller und gründeten den Deutschen Sattler-, Tapezierer- und Portefeuiller-Verband.